# Leroy Carr
Leroy Carr (Nashville, Tennessee, 27 de março de 1905 - Indianápolis, 29 de abril de 1935) foi um cantor, compositor e pianistas de blues estadunidense que desenvolveu a técnica descontraída do crooning e cujo estilo e popularidade influenciou artistas como Nat King Cole e Ray Charles. Ele inicialmente ficou famoso com a canção How Long, How Long Blues pela gravadora Vocalion Records, em 1928. Gravou mais de duzentas músicas ao lado do guitarrista Scrapper Blackwel, incluindo clássicos como "Prison Bound Blues," "When the Sun Goes Down", e "Blues Before Sunrise".

## História
Quando criança mudou-se para Indianápolis, na adolescência aprendeu a tocar piano sozinho e aos 15 abandonou as escola e passou a viver pelas ruas, em 1928 conheceu o guitarrista Scrapper Blackwell e começaram a se apresentar juntos em pequenas performances , até que gravaram a canção "How Long How Long Blues" na Vocalion Records, a música se tornou um sucesso. Carr e Blackwell gravaram varias canções clássicas nos sete anos seguintes na Vocalion Records, ele se torna um dos populares cantores de blues da década de 30, más acaba sucumbindo ao alcoolismo e morrendo em 29 de abril de 1935.